# Elecciones generales de Surinam de 2015
Las elecciones parlamentarias de Surinam de 2015 se realizaron el 25 de mayo. Por primera vez, el Partido Nacional Democrático, del Presidente Dési Bouterse, obtuvo mayoría absoluta, siendo la primera vez que otro partido, aparte del Frente Nuevo, lo lograba. El NDP obtuvo 26 de los 51 escaños, permitiendo la reelección sin oposición de Bouterse el 14 de julio.

## Sistema electoral
Los 51 escaños de la Asamblea Nacional se eligieron mediante representación proporcional en diez circunscripciones plurinominales que contenían entre dos y diecisiete escaños. Las diez circunscripciones electorales son colindantes con los diez distritos administrativos de Surinam. Posteriormente, la Asamblea Nacional elige al presidente.

## Resultados
| Partido                                                          | Votos   | %     | Escaños | +/– |
| ---------------------------------------------------------------- | ------- | ----- | ------- | --- |
| Partido Nacional Democrático                                     | 117.751 | 45.46 | 26      | +3  |
| V7                                                               | 96.584  | 37.29 | 18      | +4  |
| A-Combinación                                                    | 27.314  | 10.54 | 5       | -2  |
| Partido por la Democracia y el Desarrollo a través de la Unidad  | 11.168  | 4.31  | 1       | 0   |
| Unión Progresista de Trabajadores y Agricultores                 | 1.735   | 0.67  | 1       | 0   |
| Mega Frente                                                      | 1.130   | 0.44  | 0       |     |
| A Nyun Combinatie                                                | 1.109   | 0.43  | 0       |     |
| Partido Amazónico de Surinam                                     | 843     | 0.33  | 0       |     |
| Vida Duradera y Justa                                            | 664     | 0.26  | 0       |     |
| Partido del Desarrollo Nacional                                  | 415     | 0.16  | 0       |     |
| Partido para la Integridad, la Motivación Nacional y la Igualdad | 317     | 0.12  | 0       |     |
| Total                                                            | 259.030 | 100   | 51      | 0   |
| Votantes registrados/participación                               | 356.223 | 72.73 | –       | –   |